# Mohamed Bennour
Mohamed Bennour (arabe : محمد بنور) est un joueur de football tunisien. Il évoluait au poste de défenseur avec le Club africain et l'équipe de Tunisie.

## Palmarès
Club africain
| - Championnat de Tunisie (1) : - Champion : 1967. - Coupe de Tunisie (3) : - Vainqueur : 1967, 1968 et 1969. |  | - Supercoupe de Tunisie (1) : - Vainqueur : 1968. |